# White Lake (Wisconsin)
White Lake és una població dels Estats Units a l'estat de Wisconsin. Segons el cens del 2000 tenia 329 habitants.

## Demografia
Segons el cens del 2000, White Lake tenia 329 habitants, 136 habitatges, i 96 famílies. La densitat de població era de 57,7 habitants per km².
Dels 136 habitatges en un 34,6% hi vivien nens de menys de 18 anys, en un 53,7% hi vivien parelles casades, en un 13,2% dones solteres, i en un 29,4% no eren unitats familiars. En el 25% dels habitatges hi vivien persones soles l'11% de les quals corresponia a persones de 65 anys o més que vivien soles. El nombre mitjà de persones vivint en cada habitatge era de 2,42 i el nombre mitjà de persones que vivien en cada família era de 2,92.
Per edats la població es repartia de la següent manera: un 27,4% tenia menys de 18 anys, un 4,6% entre 18 i 24, un 23,1% entre 25 i 44, un 24,3% de 45 a 60 i un 20,7% 65 anys o més.
L'edat mediana era de 41 anys. Per cada 100 dones de 18 o més anys hi havia 92,7 homes.
La renda mediana per habitatge era de 29.722$ i la renda mediana per família de 32.500$. Els homes tenien una renda mediana de 26.964$ mentre que les dones 24.688$. La renda per capita de la població era de 16.768$. Aproximadament el 8,8% de les famílies i el 13,4% de la població estaven per davall del llindar de pobresa.

## Poblacions més properes
El següent diagrama mostra les poblacions més properes.